# Segundo Moreno Barcia
Segundo Moreno Barcia (Ribadeo, 21 d'octubre de 1841 - La Corunya, 27 d'abril de 1909) fou un advocat, professor i polític gallec.

## Trajectòria
A Ribadeo fou professor a l'Escola Náutica, advocat, comerciant, fundador i director do periòdic local La Cuenca del Eo (1866-67). Defensà una doctrina liberal i formà part de la Junta Revolucionària de Ribadeo després de la caiguda de la reina Isabel II d'Espanya arran de la revolució de 1868. Liderà el federalisme i defensà la descentralització regional i la secularització dins del Partit Republicà. A les eleccions generals espanyoles de 1873 fou elegit diputat pel districte de Ribadeo (1873-1874). Fou un dels redactors del Projecte de Constitució per a l'Estat Galaic de 1887. En 1907 es va incorporar a Solidaritat Gallega. Fou soci de la Institución Libre de Enseñanza i un dels referents del lliurepensament i anticlericalisme corunyès.